# Leptolejeunea radiata
Leptolejeunea radiata là một loài Rêu trong họ Lejeuneaceae. Loài này được Stephani mô tả khoa học đầu tiên..